# Hybrid-OP

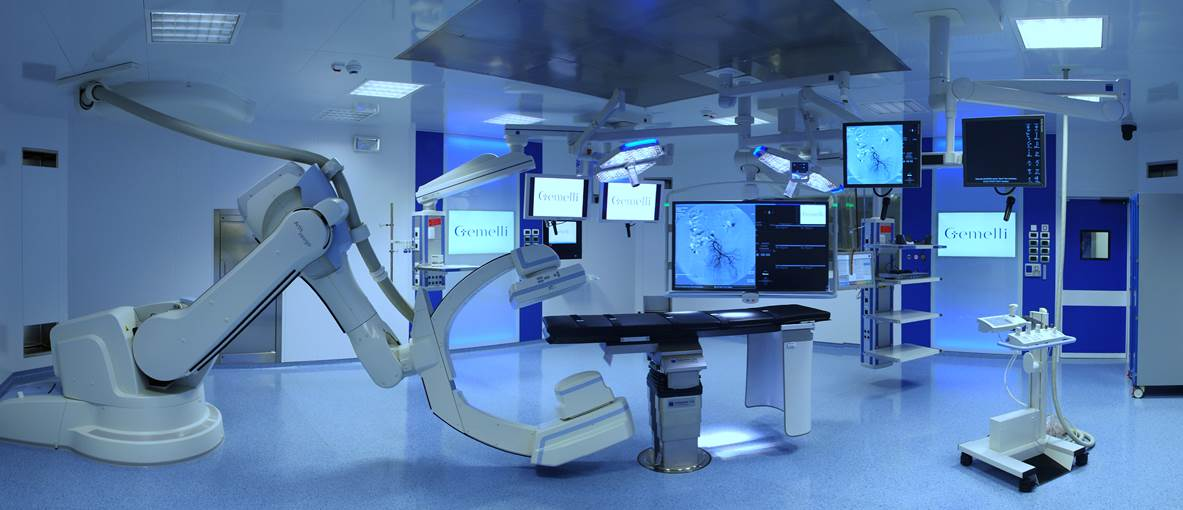
Hybrid-OP-Raum für kardiologische Eingriffe (Gemelli-Klinik)

Ein Hybrid-OP ist ein Operationssaal, der mit bildgebenden Anlagen in Form von Angiografieanlagen, Computertomographen oder Magnetresonanztomographen ausgestattet ist. Diese bildgebenden Modalitäten ermöglichen minimalinvasive Eingriffe, die für den Patienten weniger traumatisch sind. Minimalinvasiv bedeutet dabei, dass der Chirurg keine größeren Operationswunden verursacht, um Zugang zu dem zu operierenden Körperteil zu erhalten, sondern Katheter oder Endoskope durch kleine Öffnungen in den Körper einbringt. Im Falle der Herzchirurgie kann das zum Beispiel eine Sternotomie vermeiden.
Bildgebung in Form von mobilen C-Bögen, Ultraschall und Endoskopie gehört seit langem zur Standardausstattung im OP. Neue minimalinvasive Ansätze erfordern aber eine bessere Bildqualität zur Visualisierung kleiner anatomischer Strukturen und sehr dünner Gefäße im Herzmuskel. Dies kann durch intraoperative Rotationsangiografie erreicht werden. Auch die Verbindung verschiedener Bildgebungsmodalitäten und deren inhärenter Stärken mittels Registrierung kann Vorteile bringen.

## Klinische Anwendungsbereiche
Hybrid-Operationssäle sind in der Herz-, Gefäß- und Neurochirurgie besonders verbreitet, sie sind aber für eine viel breitere Palette chirurgischer Disziplinen geeignet.

### Herz- und Gefäßchirurgie

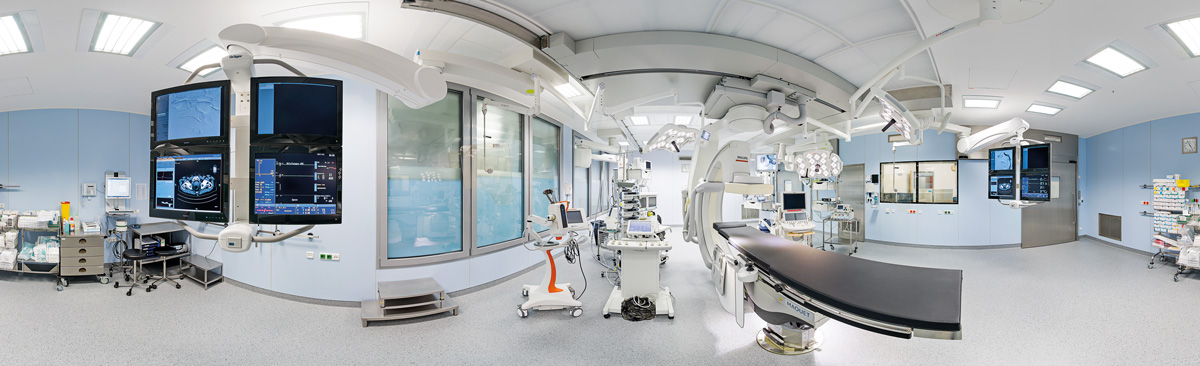
Herzchirurgischer Hybrid-Operationssaal am UKSH Campus Kiel

Die Behandlung von Klappenkrankheiten und die chirurgische Therapie von Rhythmusstörungen und Aortenaneurysmen können von den Bildgebungsmöglichkeiten des Hybrid-OPs profitieren. In diesen Bereichen ist intraoperative (3D)-Bildgebung bereits sehr verbreitet.
Der Trend zur endovaskulären Therapie von abdominellen Aortenaneurysmen hat die Verbreitung von Angiografieanlagen im gefäßchirurgischen Bereich gefördert.
Insbesondere für komplexe Prothesen sollte ein Hybrid-OP Voraussetzung sein. Er eignet sich auch gut für die Notfallversorgung.
Einige Chirurgen nutzen das Angiografiesystem nicht nur, um am Ende der Prozedur die korrekte Platzierung zu verifizieren, sondern planen gleichermaßen den Eingriff mit Hilfe der entsprechenden Software ihrer Angiografieanlage. Da sich die Anatomie zwischen dem präoperativen CT und der intraoperativen Fluoroskopie durch die Positionierung des Patienten und das Einführen steifer Instrumente verändert, gewinnt die Planung durch die Nutzung intraoperativer 3D-Aufnahmen an Präzision. Die Aorta wird auf dieser Aufnahme automatisch segmentiert, und im 3D Volumen können Markierungen für z. B. die Ostien der Nierenarterien platziert werden. Die Kontur der Aorta wird wiederum mit diesen Markierungen auf die Live-Fluoroskopie überlagert. Bei Veränderung der Position von OP-Tisch oder C-Bogen oder der Angulation des C-Bogens wird diese Überlagerung entsprechend angepasst.

### Neurochirurgie
In der Neurochirurgie zählen unter anderem die Spondylodese und die Behandlung intrakranieller Aneurysmen zu den Anwendungsgebieten des Hybrid-OP. In beiden Fällen wurde dem Hybrid-OP vielversprechendes Potential zugesprochen, klinische Ergebnisse zu verbessern. Für Wirbelsäuleneingriffe kann die Integration mit einem Navigationssystem den Workflow weiter verbessern.

### Thoraxchirurgie und endobronchiale Eingriffe
Eingriffe zur Diagnose und Behandlung kleiner Knötchen in der Lunge werden neuerdings auch in Hybrid-OPs durchgeführt. Die interventionelle Bildgebung bietet dabei den Vorteil, die exakte Position der Läsionen zu kennen, insbesondere wenn es um kleine oder glas-opaque Tumoren, Metastasen oder Patienten mit eingeschränkter Lungenfunktion geht. Dadurch ist eine präzise Navigation für Biopsien und Tumorresektionen in der VATS-Chirurgie möglich. Es ersetzt vor allem auch die Haptik, die in konventionellen VATS als einem minimalinvasiven Eingriff fehlt. Dieser neue Ansatz kann möglicherweise gesundes Lungengewebe schützen, da die Position der Läsion genau bekannt ist und die Sicherheitsmarge reduziert werden kann. Das erhöht die Lebensqualität des Patienten nach dem Eingriff.
Der Prozess der Diagnose und Behandlung umfasst drei Schritte:
1. Identifikation von Knoten auf einem CT oder Thoraxröntgenbild
2. Biopsie der Knoten, um die Bösartigkeit zu diagnostizieren
3. wenn nötig, Behandlung der Knötchen durch einen chirurgischen Eingriff oder Strahlentherapie (kurativer Ansatz) oder durch Chemoembolisation bzw. Ablation (palliativer Ansatz)

Ein Hybrid-OP kann die Schritte 2 und, im Falle einer OP, 3 unterstützen.

#### Biopsie
Wenn auf einem Thorax-CT Knötchen in der Lunge identifiziert wurden, muss mittels Biopsie bestimmt werden, ob es sich um bösartige Läsionen handelt. Dazu wird mit einer Nadel ein wenig Gewebe aus dem Knoten entnommen und im Labor untersucht. Die Nadel wird durch die Bronchien oder von außen über den Thorax eingeführt. Um sicherzustellen, dass man wirklich die Läsion biopsiert und nicht versehentlich benachbartes, gesundes Gewebe untersucht und damit falsch-negative Ergebnisse erhält, wird die genaue Position der Läsion mit Bildgebung (mobile C-Bögen, Ultraschall, Bronchoskopie) bestimmt. Die Trefferquote bei der Biopsie kleiner Tumoren (unter 3 cm) wird mit 33 bis 50 % angegeben.
Um die Trefferquote zu erhöhen, haben sich Angiografieanlagen mit besseren Bildgebungsmöglichkeiten als nützlich erwiesen. Der Vorteil liegt darin, dass der Patient und sein Zwerchfell während der 2D/3D-Bildgebung und der eigentlichen Biopsie in der genau gleichen Position bleiben. Dadurch erreicht man eine viel höhere Präzision als mit präprozeduralen Aufnahmen. Mittels Rotationsangiografie werden die Bronchien in 3D dargestellt. Die Luft dient dabei als natürliches Kontrastmittel, die Läsionen sind also gut sichtbar. Mit Hilfe von Software können die zu biopsierenden Läsionen dann im 3D-Bild markiert werden und ein Pfad für die Nadel geplant werden. Diese 3D-Bilder mit Markierungen können dann auf das Echtzeit-Durchleuchtungsbild (Fluoroskopie) anatomisch präzise überlagert werden. Der Pulmonologe hat somit eine bessere Orientierung und Führung zu den Läsionen. Erste Veröffentlichungen zu diesem neuen Verfahren berichten von Trefferquoten von 90 % bei Knötchen zwischen 1 und 2 cm Größe und 100 % bei Knötchen größer 2 cm.

#### Operatives Vorgehen
VATS (video-assisted thoracoscopic surgery) ist ein minimalinvasives Verfahren zur Entnahme von kleinen Lungentumoren, um dem Patienten eine traumatische Sternotomie zu ersparen. Durch kleine Öffnungen wird Zugang zu den Lungenflügeln ermöglicht, durch diese Ports werden ein Thorakoskop oder eine Videokamera und chirurgische Instrumente eingeführt. Dieses Verfahren verkürzt die Rekonvaleszenzzeiten und kann Komplikationen reduzieren, der Chirurg muss aber bei der Lokalisierung der Läsion auf seine Haptik verzichten. Insbesondere bei den sog. „ground-glass opaque tumors“, Tumoren, die nicht an der Oberfläche liegen und sehr kleinen Läsionen bereitet das Probleme. Die Trefferquote kann Studien zufolge für Tumoren die kleiner sind als 1 cm, unter 40 % liegen. Deshalb wird oft mehr gesundes Gewebe entnommen als unbedingt nötig, um eine Sicherheitsmarge um den Tumor zu entnehmen und sicherzustellen, dass kein bösartiges Gewebe zurückbleibt. Intraoperative Bildgebung im OP hilft bei einer präzisen Lokalisierung und Resektion der Läsion und kann dadurch potentiell Zeit sparen und gesundes Gewebe retten. Um eine bildgeführte VATS durchzuführen, muss vor der Einbringung der Ports, also bevor der Lungenflügel deflatiert, eine Rotationsangiografie durchgeführt werden. Nur so kann Luft als natürliches Kontrastmittel genutzt werden. Nach der Aufnahme werden in einem zweiten Schritt Nadeln, Häkchen und/oder Kontrastmittel (Lipiodol, Iopamidol) um bzw. bin die Läsion platziert, um ihre Sichtbarkeit im Röntgenbild der deflatierten Lunge zu gewährleisten. Danach beginnt der konventionelle Part der VATS mit dem Einführen der Thorakoskopie. Das Bildgebungssystem wird jetzt im Durchleuchtungsmodus (2D) verwendet, die zuvor markierten Läsionen und die Instrumente sind nun gut sichtbar, so dass eine präzise Entnahme möglich ist. Falls zur Markierung Kontrastmittel verwendet wurde, wandert dieses in die umliegenden Lymphknoten, die dann gleich mit entnommen werden können.

### Orthopädische Chirurgie und Traumatologie
Komplexe Knochenbrüche wie Beckenfrakturen, Fersenbeinfrakturen oder Tibiakopffrakturen benötigen eine exakte Platzierung der Schrauben und anderer chirurgischer Implantate, um die schnellstmögliche Behandlung des Patienten zu gewährleisten. Minimalinvasive chirurgische Eingriffe sind für den Patienten weniger belastend/traumatisch, was eine schnellere Genesung des Patienten zur Folge hat. Dennoch sind die Risiken von Fehlstellungen, nachträglichen Berichtigungen und Nervenbeschädigungen nicht zu unterschätzen. Die Nutzung einer Angiografieanlage mit einem räumlichen Auflösungsvermögen von 0,1 mm und einem großen Bildausschnitt zur Darstellung des gesamten Beckens in nur einem Bild liefert dem Chirurgen hochpräzise Bilder ohne Hygienebeeinträchtigungen (bodenmontiertes System) oder den Zugang zum Patienten zu behindern (CT). Andere Operationsverfahren, die durch den Einsatz eines Hybrid-OP optimiert werden können, sind beispielsweise die Wirbelsäulenchirurgie bei degenerativen Erkrankungen der Wirbelsäule, die Skoliose-Chirurgie oder bei traumatischen Wirbelsäulenfrakturen und pathologischen Frakturen. Der große Bildausschnitt und die hohe kW Rate ermöglichen eine optimale Bildauflösung sogar bei adipösen Patienten. Navigationssysteme oder die Nutzung von integrierten Laserführungssystemen können den Arbeitsablauf während der Operation unterstützen und verbessern.

### Laparoskopische Chirurgie
Wie in anderen Feldern der minimalinvasiven Chirurgie wurden die ersten laparoskopisch arbeitenden Chirurgen belächelt und die Ärztefachschaft glaubte nicht an diese neue Technologie. Heute ist die Laparoskopie der Goldstandard für viele Operationen in der Viszeralchirurgie. Beginnend mit einer einfachen Appendektomie, Nierenteilresektionen und Leberteilresektionen etc. erweitert sich das Einsatzgebiet von medizinischer Bildgebung in der Laparoskopie stetig. Die Bildqualität, die Möglichkeit, aktuelle Bilder des Patienten in „Operationsposition“ zu generieren und die Unterstützung bei der Führung der Operationsinstrumente begünstigen den Einsatz von Angiografieanlagen. Nierenteilresektionen, bei welchen so viel gesundes Gewebe wie möglich erhalten wird, wurden schon vor einiger Zeit beschrieben. Zu den Herausforderungen, die den Chirurgen begegnen, zählen der Verlust der natürlichen 3D-Sicht und der Verlust des Tastsinnes. Endoskop und chirurgische Instrumente werden durch kleine Inzisionen eingeführt. Der Chirurg muss sich auf die Bilder verlassen, die das Endoskop liefert und kann das Gewebe durch die schmalen Öffnungen nicht fühlen. In einem Hybrid-OP kann die Anatomie in Echtzeit dargestellt und aktualisiert werden. 3D-Bilder können mit Bildern einer Live-Fluoroskopie bzw.
des Endoskops zusammengeführt und/oder überlagert werden. Diese neuartige Möglichkeit der Bildgebung kann den Chirurgen bei dem minimalinvasiven Zugang unterstützen. Kritische Anatomie wie z. B. Gefäße oder ein Tumor können umgangen und so Komplikationen reduziert werden. Weitere wissenschaftliche Untersuchungen werden derzeit vorgenommen.

### Notfallversorgung von Traumapatienten
Für die Behandlung von Traumapatienten zählt jede Minute. Patienten mit schweren Blutungen nach Autounfällen, Explosionen, Schusswunden oder Aortendissektionen etc. brauchen sofortige Versorgung aufgrund des lebensbedrohlichen Blutverlustes. In einem Hybrid-OP sind sowohl offene als auch endovaskuläre Eingriffe möglich. Beispielsweise kann die durch eine schwere Blutung verursachte Spannung im Gehirn abgeschwächt und das Aneurysma gecoilt werden. Die Vorgehensweise, den Notfallpatienten so schnell wie möglich nach Eintreffen im Krankenhaus in den OP zu bringen und bei stabilem Zustand einen Trauma-Scan im CT durchzuführen bzw. bei instabilem Zustand direkt den Eingriff im Hybrid-OP zu beginnen, ohne den Patienten umbetten zu müssen, kann wertvolle Zeit einsparen.

## Bildgebungstechnologie

### Bildgebung mit einem fixen C-Bogen (Angiografiesystem)

#### Fluoroskopie und Akquisition
Fluoroskopie ist die 2D-Bildgebung unter kontinuierlicher Röntgenstrahlung, um die Bewegung von Kathetern und anderen Instrumenten im Körper in Echtzeitbildern zu verfolgen. Um selbst feine anatomische Strukturen und Instrumente abzubilden, ist eine hochwertige Bildqualität nötig. Insbesondere bei kardiologischen Eingriffen erfordert die Bildgebung des schlagenden Herzens hohe Bildfrequenzen (30 B/s, 50 Hz) und hohe elektrische Spannung (mindestens 80 kV). Diese Bildqualitätsanforderungen von kardiologischen Anwendungen erfüllen nur fixe Angiografieanlagen, nicht aber mobile C-Bögen.
Angiografieanlagen bieten einen sogenannten Akquisitionsmodus, der die Aufnahmen automatisch im Bildsystem speichert, um sie später in ein Archiv übertragen zu können. Während die Fluoroskopie hauptsächlich der Führung von Instrumenten und der Selektion des Bildausschnittes dient, wird die Akquisition zu diagnostischen Zwecken durchgeführt. Besonders dann, wenn Kontrastmittel injiziert wird, muss das Bild im Akquisitionsmodus aufgenommen werden, da die gespeicherten Szenen so oft wie nötig wieder abgespielt werden können, ohne erneut Kontrastmittel zu injizieren. Um ausreichende Bildqualität für Diagnose und Dokumentation zu erzielen, nutzt das Angiografiesystem für die Akquisition bis zu zehn Mal mehr Röntgenstrahlung als für die Fluoroskopie. Daher sollte der Akquisitionsmodus nur dann gewählt werden, wenn der Gewinn an Bildqualität unbedingt erforderlich ist. Sie dient als Basis für anspruchsvollere Bildgebungstechniken, wie die DSA und die Rotationsangiografie.

#### Rotationsangiografie
Rotationsangiografie ist eine Technik zur intraoperativen Akquisition CT-ähnlicher 3D-Aufnahmen mit einem fixen C-Bogen. Dafür beschreibt der C-Bogen eine Drehung um den Patienten während der er eine Reihe von Projektionen akquiriert und aus diesen einen Volumen-Datensatz rekonstruiert.

#### Digitale Subtraktionsangiografie
Digitale Subtraktionsangiografie (DSA) ist ein zweidimensionales Bildgebungsverfahren zur Darstellung von Blutgefäßen im menschlichen Körper. Zur Durchführung einer DSA wird die gleiche Sequenz einer Projektion ohne und mit Kontrastmittelinjektion in die zu untersuchenden Gefäße aufgenommen. Das erste Bild wird dann vom zweiten subtrahiert, um Hintergrundstrukturen wie Knochen so vollständig wie möglich zu entfernen. Dadurch werden die kontrastmittelgefüllten Gefäße deutlicher dargestellt. Die zeitliche Verzögerung zwischen den beiden Aufnahmen macht die Anwendung von Bewegungskorrekturalgorithmen nötig, um Artefakte zu minimieren. Eine fortgeschrittene Anwendung der DSA ist das sogenannte Roadmapping. Aus einer aufgenommenen DSA-Szene wird das Bild mit der maximalen Opazität der Gefäße identifiziert und als Roadmap-Maske gesetzt. Diese wird kontinuierlich von der Echtzeit-Fluoroskopie subtrahiert, so dass subtrahierte Fluorobilder in Echtzeit produziert und über das statische Bild der Gefäße überlagert werden können. Der klinische Nutzen besteht in der verbesserten Darstellung von feinen und komplexen Gefäßstrukturen ohne störende Abbildung des umliegenden Gewebes zur Unterstützung des Platzierens von Kathetern und Drähten.

### 2D/3D-Registrierung

#### Fusionsbildgebung und 2D/3D-Überlagerung
Moderne Angiografieanlagen werden nicht nur für diagnostische Bildgebung verwendet, sie unterstützen den Chirurgen auch während des Eingriffs auf Basis von prä- oder perioperativ akquirierter 3D-Information. Eine solche intraoperative Orientierungshilfe erfordert eine Registrierung der 3D-Information mit dem Patienten mittels spezieller Softwarealgorithmen.

#### Informationsfluss zwischen der Workstation und der Angiografieanlage
3D-Bilder werden aus einer Reihe von Projektionen kalkuliert, die während einer Rotation des C-Bogens um den Patienten aufgenommen werden. Die Volumenrekonstruktion wird von einer vom Bildsystem separaten Workstation durchgeführt. Das Bildsystem des C-Bogens und die Workstation sind verbunden und kommunizieren kontinuierlich. Wenn der Anwender zum Beispiel das 3D-Volumen auf der Workstation virtuell dreht, um die Anatomie aus einer anderen Perspektive zu betrachten, können die Parameter dieser Ansicht zum Angiografiesystem übertragen werden, sodass der C-Bogen die exakte Position, die für die gewählte Ansicht nötig ist, für die Fluoroskopie einnimmt. Gleichermaßen kann eine Veränderung der C-Arm-Angulation an die Workstation übermittelt werden, die Ansicht des 3D-Volumens wird dann an die aktuelle Projektion der Fluoroskopie angepasst. Der zu Grunde liegende Software-Algorithmus heißt „Registrierung“ und kann ebenso mit DICOM-Daten anderer Modalitäten, wie präoperativen Computertomographie- oder Magnetresonanztomographie-Aufnahmen, durchgeführt werden.

#### Überlagerung von 3D-Information und 2D-Fluoroskopie
Das 3D-Volumen an sich kann farblich kodiert mit der Fluoroskopie überlagert werden. Jede Änderung in der C-Bogen-Angulation führt dazu, dass die Ansicht des 3D Volumens an das Echtzeit-2D-Bild präzise angepasst wird. Ohne eine zusätzliche Kontrastmittelinjektion kann der Chirurg die Gefäßstruktur sehen, während er die Bewegung seiner Instrumente in der Echtzeit-Fluoroskopie verfolgt.
Eine weitere Möglichkeit, zusätzliche Information von der Workstation zum Echtzeit-Bild hinzuzufügen, ist die Überlagerung von Konturen der zuvor segmentierten Anatomie. Einige der verfügbaren Software-Applikationen fügen automatisch Markierungen für anatomische Landmarken hinzu, weitere können manuell vom Chirurgen oder einer qualifizierten MTA hinzugefügt werden. Ein Beispiel für dieses Vorgehen ist die Implantation eines fenestrierten Stentgrafts zur Behandlung eines abdominellen Aortenaneurysmas. Die Abgänge der Nierenarterien können auf dem 3D-Volumen auf der Workstation händisch markiert und diese Markierung dann auf die Fluoroskopie überlagert werden. Weil die Markierung im Dreidimensionalen erfolgt ist, wird sie jeder Veränderung der Projektion angepasst.

##### Orientierungshilfen für TAVI
Der katheterbasierte Ersatz der Aortenklappe (TAVI) erfordert die präzise Positionierung der Prothese in der Aortenwurzel zur Verhinderung von Komplikationen. Eine gute Fluoroskopie-Projektion ist essentiell, dabei wird eine genau rechtwinklige Draufsicht auf die Aortenwurzel als optimale Angulation für die Implantation gewertet. Software-Applikationen, die den Chirurgen bei der Auswahl der richtigen Projektion unterstützen und den C-Bogen in die genaue Position fahren, arbeiten mit prä- oder intraoperativ akquirierten 3D-Volumina. Intraoperative Bilder haben dabei Vorteile in der Präzision der Registrierung, insbesondere aufgrund der Patientenpositionierung während des CT-Scans, die die Anatomie verändert. Die Verwendung einer Rotationsangiografie trägt hier zur Fehlerreduktion bei.

#### Funktionale Bildgebung im OP
Verbesserungen in den C-Arm-Technologien ermöglichen heute die Perfusionsbildgebung und die Darstellung des Blutvolumens im OP. Dafür wird die Rotationsangiografie mit einem modifizierten Injektionsprotokoll und einem besonderen Rekonstruktionsalgorithmus kombiniert. Der Blutfluss im Zeitverlauf kann dargestellt werden. Dies kann für die Behandlung von Patienten mit einem ischämischen Schlaganfall nützlich sein.

### Bildgebung mittels Computertomographie
Ein auf Schienen montiertes CT kann zur Unterstützung komplexer Eingriffe, wie Wirbelsäulen-, Gehirn- und Traumachirurgie, in den OP gebracht werden. Das Johns Hopkins Bayview Medical Center in Maryland gibt an, die intraoperative Nutzung eines CT in ihrem Haus habe positive Auswirkungen auf das klinische Ergebnis, da sie die Sicherheit erhöht, das Infektionsrisiko und das Risiko für Komplikationen senkt.

### Bildgebung mittels Magnetresonanztomographie
Die Magnetresonanztomographie findet in der Neurochirurgie Anwendung als intraoperative Bildgebung:
1. vor dem Eingriff zur präzisen Planung
2. während des Eingriffs zur Unterstützung von Behandlungsentscheidungen und zur Darstellung des Brain Shift
3. nach dem Eingriff zur Bewertung des Ergebnisses.

Ein MRT nimmt viel Platz im Raum ein und erschwert den Zugang zum Patienten. In einem normalen MRT-Saal können keine chirurgischen Eingriffe durchgeführt werden. Für den zweiten Schritt gibt es zwei Lösungen, ein MRT intraoperativ zu nutzen. Die erste ist ein bewegliches MR, das in den OP gebracht wird, sobald Bildgebung benötigt wird. Die zweite ist ein Transport des Patienten zu einem MR-Scanner in einem angrenzenden Raum während des Eingriffs.

## Überlegungen zur Planung

### Standort und organisatorische Einbindung des Saals
Nicht nur die Nutzung des Raumes ist eine „hybride“, sondern auch die Rolle innerhalb des Krankenhaussystems. Aufgrund der bildgebenden Modalität könnte der Raum in den Verantwortungsbereich der Radiologie-Abteilung fallen, denn sie besitzt die notwendige Expertise in Bezug auf Bedienung, technische Fragen, Wartung und Anbindung an Informationssysteme. Aus Workflow-Aspekten könnte der Raum aber auch in die Verantwortung der Chirurgie fallen und sich nahe der anderen Operationssäle befinden, um Transportwege gering zu halten und eine patientengerechte Versorgung sicherzustellen. Hier muss jedes Krankenhaus eine individuelle Lösung angepasst an die geplante Nutzung finden.

### Architektur des Raumes
Die Installation eines Hybrid-OP ist eine Herausforderung an die üblichen Raumgrößen im Krankenhaus. Nicht nur die bildgebende Einheit benötigt zusätzlichen Platz. Es arbeitet auch mehr Personal in einem Hybrid-OP, als in einem normalen OP. Ein Team von 8 bis 20 Personen, bestehend aus Anästhesisten, Chirurgen, OP-Pflegepersonal, MTAs, Kardiotechnikern und unterstützendem Personal von Implantatherstellern usw. kann in einem OP arbeiten. In Abhängigkeit von der gewählten bildgebenden Einheit wird eine Fläche von bis zu 70 m² empfohlen, inklusive eines Kontrollraums, aber ohne weiteren Raum für Technikschränke und Patientenvorbereitung. Bauliche Veränderungen wie eine Bleiverkleidung von 2 bis 3 mm zum Strahlenschutz und eine eventuelle Verstärkung von Decke oder Boden zur Berücksichtigung des zusätzlichen Gewichts des bildgebenden Systems (ca. 650–1800 kg) können vonnöten sein.

### Workflow
Die Planung eines Hybrid-OP erfordert es, alle künftigen Anspruchsgruppen des Raumes einzubeziehen, um einen umfassenden Überblick über die Anforderungen aller Personengruppen zu erhalten, die in, mit und an dem Raum arbeiten. Diese werden die Gestaltung des Raumes bestimmen, d. h. wie viel Platz benötigt wird und welche technischen Komponenten gewählt werden. Professionelles Projektmanagement und mehrere Planungsschleifen mit den Produzenten der bildgebenden Systeme sind nötig, um die komplexen technischen Abhängigkeiten zu berücksichtigen. Das Ergebnis ist immer eine individuelle Lösung, angepasst an die Bedürfnisse und Präferenzen des Teams und des Krankenhauses.

### Beleuchtung, Monitore und Deckenversorgungseinheiten
In einem OP werden zwei Arten von Lichtquellen benötigt: Lampen zur Ausleuchtung des Operationsfeldes bei offenen Eingriffen und Umgebungslicht für interventionelle Prozeduren. Besonders wichtig ist die Möglichkeit, das Licht während der Fluoroskopie oder Endoskopie zu dimmen. Die OP-Leuchten müssen den gesamten Bereich über dem Operationstisch ausreichend ausleuchten. Für die Positionierung muss die Kopfhöhe des Personals freibleiben und eine Kollision mit anderen deckengebundenen Komponenten vermieden werden. Die am häufigsten gewählte Position ist mittig über dem OP-Tisch. Wird eine andere Position gewählt, müssen die Lampen häufig an Gelenkarmen von außerhalb des OP-Tisch-Feldes eingebracht werden. Einfluss auf die Positionierung hat auch die Bewegungsreichweite des C-Arms, eine Kreuzung der Bewegungspfade ist zu vermeiden. Diese Komponenten haben oft auch genaue Anforderungen an die Raumhöhe. Die Beleuchtung wird so zur kritischen Komponente im Planungsprozess. Weitere Aspekte, die bei der Planung der Beleuchtung zu berücksichtigen sind, sind zum Beispiel die Vermeidung von Glanz und Reflexionen auf Oberflächen. Moderne OP-Leuchten bieten Zusatzfunktionalitäten wie eingebaute Kameras, die bei der Verkabelung der Monitore zu berücksichtigen sind.

### Bildgebendes System
Die verbreitetste bildgebende Modalität im Hybrid-OP ist ein Angiografiesystem, also ein fixer C-Bogen. Experten bewerten die Leistung mobiler C-Bögen als unzureichend, da die Bildqualität und das Sichtfeld schlechter sind und aufgrund des Kühlsystems eine Überhitzungsgefahr bei langen Eingriffen besteht.
Fixe C-Bögen haben diese Beschränkungen nicht, nehmen aber mehr Platz im OP ein. Sie sind als bodengestützte oder deckengebundene Anlagen sowie als biplane Anlage verfügbar. Letztere Version findet in der Elektrophysiologie und der Kinderkardiologie Anwendung. In anderen Fällen, in denen keine klare klinische Anforderung für zwei Ebenen vorliegt, wird von der Installation einer solchen Anlage abgeraten, da sie besonders viel Raum um den Patienten einnimmt und die deckengebundenen Teile hygienische Probleme verursachen können. In einigen Krankenhäusern ist es verboten, deckengebundene Komponenten direkt über dem OP-Feld zu installieren da Staub in die Wunde fallen und Infektionen verursachen kann. Da deckengebundene C-Bögen bewegliche Teile über den OP-Feld besitzen und den TAV-Strom behindern, sind sie nicht die richtige Wahl für Krankenhäuser, die sich an höchsten Hygienestandards orientieren.
Ein weiterer Gesichtspunkt, der bei der Wahl zwischen boden- und deckengestützten Anlagen zu beachten ist, betrifft die Installationsdichte an der Decke. Das System konkurriert hier mit Monitoren und Deckenversorgungseinheiten. Ein Vorteil ist die Kopf-bis-Fuß-Abdeckung des Patienten ohne Verschiebung des Tisches, was angesichts der Schläuche und Katheter oft ein gefährliches Unterfangen wäre. Die Bewegung aus der Park- und die Arbeitsposition hingegen ist mit bodengestützten Anlagen einfacher, da der C-Bogen von der Seite hereinfährt und den Anästhesisten nicht beeinträchtigt. Deckengestützte Anlagen können kaum kollisionsfrei zu einer kopfseitigen Parkposition fahren. Biplane Anlagen tragen zur weiteren Verkomplizierung bei und stören die Anästhesie, abgesehen von der Neurochirurgie, wo der Anästhesist keine kopfseitige Position einnimmt. Die klare Empfehlung lautet daher, ein monoplanes System zu installieren, wenn der Raum nicht vorrangig für Neurochirurgie verwendet wird.

### Operationstisch
Die Position des Tisches im Raum beeinflusst die Arbeitsabläufe im OP. Eine diagonale Position schafft Platz und Flexibilität und ermöglicht einen Patientenzugang von allen Seiten.
Die Wahl des OP-Tisches hängt von der primären Nutzung des Systems ab. Zur Auswahl stehen Interventionstische, wie sie für Angiografieanlagen üblich sind, mit freischwimmender Tischplatte sowie lateraler und vertikaler Kippung und integrierte reguläre OP-Tische. Ein Kompromiss zwischen interventionellen und chirurgischen Anwendungen muss gefunden werden. Chirurgen sind an eine segmentierte Tischplatte gewöhnt, die insbesondere in der Orthopädie und Neurochirurgie eine flexible Positionierung des Patienten erlauben. Für die Bildgebung ist ein strahlendurchlässiger Tisch nötig, der Bildgebung von Kopf bis Fuß erlaubt (Überhang). Dafür werden unsegmentierte Karbonplatten genutzt. Interventionelle Kardiologen bzw. Radiologen benötigen freischwimmende Tischplatten, um den Kontrastmittelfluss schnell und präzise verfolgen zu können. Herz- und Gefäßchirurgen haben in der Regel keine besonderen Anforderungen an die Patientenpositionierung, bevorzugen aber aus Gewohnheit oft Interventionstische mit voll-motorisierten Tischbewegungen. Für die Patientenlagerung auf unsegmentierten Tischplatten stehen Hilfsmittel zur Verfügung, wie z. B. aufblasbare Kissen. Freischwimmende Tischplatten sind für reguläre OP-Tische nicht verfügbar. Als Kompromiss sind freischwimmende Interventionistische mit speziellen Kippfunktionalitäten für den OP zu empfehlen. Schienen zur Anbringung chirurgischen Zubehörs machen diese Tische zusätzlich OP-tauglich.
Die Kombination einer Angiografieanlage mit einem regulären OP-Tisch erfordert eine technische Integration seitens der Herstellerfirmen. In einem solchen Fall kann im OP zwischen einer strahlendurchlässigen unsegmentierten Platte, die 3D-Bildgebung erlaubt und einer segmentierten Platte für erweiterte Lagerungsmöglichkeiten (aber begrenzten 3D-Möglichkeiten) gewechselt werden. Letztere Option eignet sich besonders für die orthopädische und Neurochirurgie oder, wenn in dem Saal sowohl hybride als auch konventionelle Eingriffe durchgeführt werden sollen. Die Tischplatten können mittels eines Shuttles abgedockt und ausgetauscht werden, ein solches Tischsystem ist daher flexibler. Metallkomponenten begrenzen aber die Möglichkeiten für artefaktfreie Bildgebung. Zusammenfassend müssen bei der Wahl des Tisches also das Raumlayout, die Strahlendurchlässigkeit der Tischplatte und die Kompatibilität mit der Angiografieanlage berücksichtigt werden. Auch Gewichtskapazität, Beweglichkeit der Tischplatte (Höhenverstellbarkeit, horizontale Verfahrbarkeit, Kippfunktionalität) und benötigtes Zubehör müssen in Betracht gezogen werden.

## Strahlenschutz
Röntgenstrahlung ist ionisierende Strahlung und damit potentiell schädlich. Im Vergleich zu einem mobilen C-Bogen, wie er in der Chirurgie sehr verbreitet ist, haben CT-Scanner und Angioanlagen viel höhere Spannungslevel und damit eine höhere Strahlenemission. Diese bedingt auch mit die bessere Bildqualität. Es ist daher sehr wichtig, die Strahlenexposition mit Mitarbeitern und Patienten im Hybrid-OP zu überwachen.
Es gibt einige einfache, aber wirksame Maßnahmen, um das OP-Personal vor Streustrahlung zu schützen und ihre Exposition so zu senken. Das Bewusstsein über die Anwesenheit und die Gefahren von Strahlung ist hier unabdingbar, sonst könnten die verfügbaren Schutzmaßnahmen leichtfertig ignoriert werden. Da im Hybrid-OP Personal arbeitet, das nicht unbedingt an dem Umgang mit Strahlung gewöhnt ist, ist hier Aufklärungsarbeit und Sensibilisierung gefragt. Als Schutzmaßnahmen stehen unter anderem Schutzkleidung in Form einer Bleischürze, eines Kehlkopfschutzes und einer Brille zur Verfügung. Deckenmontierte Bleiglasscheiben an Gelenkarmen können flexibel zwischen den Operateur und die Anlage bewegt werden. An der Tischseite können zusätzliche Bleivorhänge zum Schutz der unteren Körperregionen montiert werden. Der Kontrollraum mit der Workstation ist durch eine Bleiglasscheibe vom OP getrennt, so dass sich hier Mitarbeiter ohne Schutzkleidung aufhalten können. Besonders strenge Schutzvorkehrungen sind für schwangere Mitarbeiterinnen zu treffen. In der Regel dürfen sie ab Bekanntwerden der Schwangerschaft den Raum nicht mehr betreten.
Die effektivste Methode zur Reduzierung der Strahlenexposition des Personals und des Patienten ist natürlich, weniger Strahlung zu verwenden. Es besteht ein Zielkonflikt zwischen dem Strahlenschutz und der Bildqualität, die das Ergebnis des Eingriffs verbessern kann. Moderne Software kann im Rahmen des Post-Processing die Bildqualität verbessern, so dass ein gleichbleibendes Niveau mit niedrigerer Strahlendosis erreicht werden kann. Die Bildqualität ist dabei definiert durch Kontrast, Rauschen und Artefakte. Generell sollte das ALARA-Prinzip befolgt werden (as low as reasonably achievable, dt. „so wenig wie sinnvoll möglich“). Die Dosis sollte so niedrig wie möglich sein, aber Einbußen bei der Bildqualität können nur soweit toleriert werden, dass der diagnostische Nutzen der Bildgebung noch höher ist, als die Gefahr für den Patienten.
Technische Weiterentwicklungen der Anlagen senken die Dosis zusätzlich (Beispiel: Strahlenhärtung), bzw. geben dem Anwender die Möglichkeit, dies in Abhängigkeit von der klinischen Anwendung zu tun, darunter die Veränderung von Einstellungen wie Bildfrequenz, gepulster Durchleuchtung und Kollimation.
Strahlenhärtung: Röntgenstrahlung besteht aus harten und weichen Teilchen, also Teilchen mit hoher Energie und Teilchen mit niedriger Energie. Unnötige Strahlenexposition wird oft von den weichen, niedrigenergetischen Teilchen verursacht, die zu schwach sind, um den Körper zu durchdringen und den Detektor zu erreichen, also zur Bildqualität beizutragen. Sie bleiben also im Körper „stecken“. Hochenergetische Teilchen dagegen durchdringen den Patienten und tragen beim Auftreffen auf den Detektor zur Generierung des Bildes bei. Ein Filter auf der Röntgenröhre kann die weichen Teilchen abfangen und die Strahlung damit insgesamt härten. Diese Dosisreduktion hat keinen Einfluss auf die Bildqualität.
Bildfrequenz: Hohe Bildfrequenzen, also mehr Bilder pro Sekunde, die aufgenommen werden, sind nötig, um schnelle Bewegungen ohne einen Stroboskopeffekt darzustellen. Je höher die Bildfrequenz, desto höher auch die Dosis. Die Bildfrequenz sollte aber in Abhängigkeit von der klinischen Anwendung so niedrig wie möglich gewählt werden. So wird in der Kinderkardiologie zum Beispiel mit einer Bildfrequenz von 60 b/s gearbeitet, während 0,5 b/s bei sich langsam bewegenden Objekten völlig ausreichen. Die Reduktion der Bildfrequenz um die Hälfte reduziert auch die Dosis um etwa die Hälfte. Eine Reduktion von 30 B/s auf 7,5 B/s resultiert in 75 % weniger Strahlung.
Im Modus gepulste Durchleuchtung wird nur in vorgegebenen Zeitintervallen Strahlung abgegeben, nicht kontinuierlich. Es wird also weniger Strahlung zur Aufnahme derselben Szene verwendet. In der Zeit zwischen den Pulsen wird das zuletzt aufgenommene Bild angezeigt.
Ein weiteres Werkzeug zur Dosisreduktion ist das Kollimieren. Vom Sichtfeld, das der Detektor bietet, mag nur ein kleiner Teil für die Prozedur von Interesse sein. Unnötige Bildausschnitte können durch bewegliche Bleischilder im Detektor strahlungssparend ausgeblendet werden. Moderne C-Bögen erlauben auch die Navigation anhand von gespeicherten Aufnahmen ohne permanente Durchleuchtung.